# پلی‌تکنیک لویو
پلی‌تکنیک لِویو  (اوکراینی: Національний університет "Львівська політехніка) یا با تلفظ لهستانی لووف پلی‌تکنیک بزرگترین دانشگاه علمی در لویو اوکراین است. از زمان تأسیس آن در سال ۱۸۱۶، یکی از مهمترین مراکز علم و فناوری در اروپای مرکزی بوده‌است.
در جمهوری دوم لهستان، پلی‌تکنیک یکی از مهم‌ترین کالج‌های فنی در این کشور و مهم‌ترین پلی‌تکنیک ورشو بود.